# يهود سود

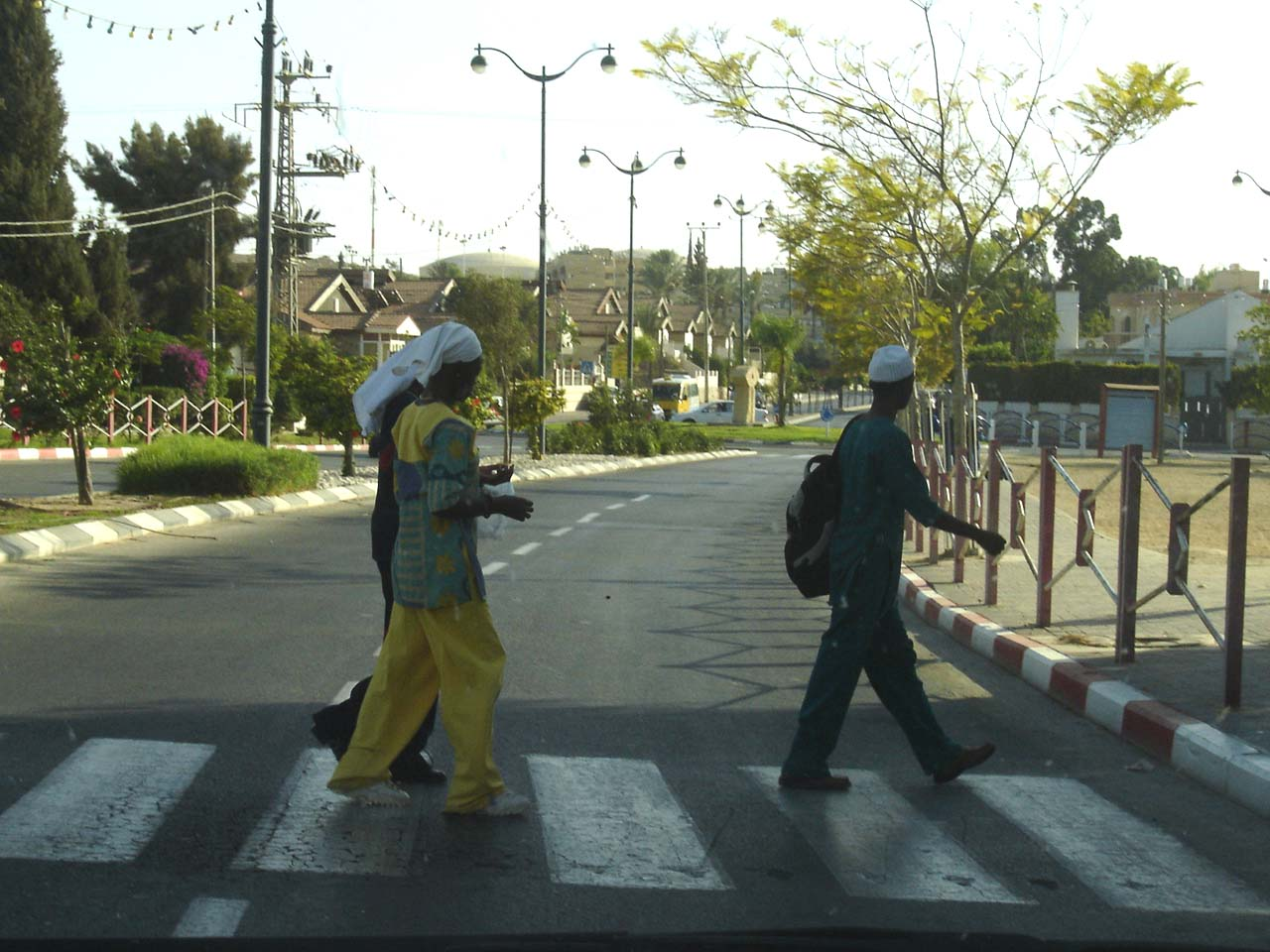
مجموعة من اليهود السود في ديمونا

اليهود السود أو العبرانيون السود (بالعبرية: העבריים מדימונה) ، مجموعة صغيرة يدعون أنهم ينحدرون من أعضاء قبائل إسرائيل العشر المفقودة. ويبلغ عددهم أكثر من 5،000، ويعيش معظمهم في ديمونا وعراد، متسبي ريمون، وطبريا. كان أجدادهم المهاجرين الأفارقة الأمريكيين قد جاءو من ولايتي شيكاغو وإلينوي الأمريكيتين والذين هاجروا إلى إسرائيل في أواخر 1960. على الأقل بعض منهم يعتبرون أنفسهم يهود، ولكن التيار اليهودي لايعتبر ذلك. في 2003 منحت الجالية إقامة إسرائيلية رسمية ومنذ 2004 بدأ أعضاءها (رجالاً ونساءاً) بالخدمة في الجيش الإسرائيلي. في 2009 بدأوا في الحصول على الجنسية الإسرائيلية.

## وصلات خارجية
- Official site
- "The Hebrew Israelite Community," 9/29/06